# ریمن
رِیمن (به انگلیسی: Rayman) یک فرنچایز به سبک بازی پلتفرم که توسط یوبی سافت منتشر شده‌است. از زمان انتشار بازی اصلی ریمن که در سال ۱۹۹۵ توسط میشل آنسل ساخته شد، این مجموعه در کل ۴۵ بازی را در چندین سیستم عامل تولید کرده‌است.
این مجموعه در دنیایی خارق‌العاده و جادویی ساخته شده‌است که طیف گسترده‌ای از محیط‌ها را شامل می‌شود که اغلب بر اساس مضامین خاصی ساخته می‌شوند، مانند «دشت پاک کن»؛ منظره ای که کاملاً از لوازم التحریر ساخته شده‌است. بازی‌های اصلی این مجموعه سبک پلتفرم هستند؛ البته برخی بازی‌ها در ژانرهای دیگر وجود دارد. قهرمان داستان ریمن است، موجودی جادویی که به شهامت و عزم خود مشهور است و با کمک دوستانش، باید دنیای خود را از شر اشرار مختلف نجات دهد.

## بازی‌ها

### سری اصلی
| عنوان | توضیحات |
| --- | --- |
| ریمن (بازی ویدئویی) تاریخ‌های انتشار اصلی: - اروپا: ۱ سپتامبر ۱۹۹۵ - آمریکای شمالی: 19 September ۱۹۹۵                      | سال‌های انتشار بر پایه سیستم: ۱۹۹۵ - آتاری جگوار، پلی‌استیشن (کنسول بازی), سگا ساترن، ام‌اس-داس ۲۰۰۰ - گیم بوی کالر ۲۰۰۱ - گیم بوی ادونس ۲۰۰۹ - نینتندو دی‌اس‌آی ۲۰۱۶ - آی‌اواس، اندروید   |
| ریمن (بازی ویدئویی) تاریخ‌های انتشار اصلی: - اروپا: ۱ سپتامبر ۱۹۹۵ - آمریکای شمالی: 19 September ۱۹۹۵                      | |
| ریمن ۲: فرار بزرگ تاریخ‌های انتشار اصلی: - اروپا: ۲۹ اکتبر ۱۹۹۹ - آمریکای شمالی: 6 November 1999                           | سال‌های انتشار بر پایه سیستم: ۱۹۹۹ - نیتندو ۶۴, مایکروسافت ویندوز ۲۰۰۰ - دریم‌کست، PlayStation, پلی‌استیشن ۲ ۲۰۰۱ - گیم بوی کالر ۲۰۰۵ - نینتندو دی‌اس ۲۰۱۰ - آی‌اواس ۲۰۱۱ - نینتندو ۳دی‌اس |
| ریمن ۲: فرار بزرگ تاریخ‌های انتشار اصلی: - اروپا: ۲۹ اکتبر ۱۹۹۹ - آمریکای شمالی: 6 November 1999                           | |
| ریمن ۳:هیدلم هاوک تاریخ‌های انتشار اصلی: - آمریکای شمالی: ۲۱ فوریه ۲۰۰۳ - اروپا: 4 March 2003                              | سال‌های انتشار بر پایه سیستم: ۲۰۰۳ - گیم کاب، پلی‌استیشن ۲, اکس باکس، مایکروسافت ویندوز، مک‌اواس، گیم بوی ادونس، ان-گیج ۲۰۱۲ - پلی‌استیشن ۳, ایکس باکس ۳۶۰                               |
| ریمن ۳:هیدلم هاوک تاریخ‌های انتشار اصلی: - آمریکای شمالی: ۲۱ فوریه ۲۰۰۳ - اروپا: 4 March 2003                              | |
| ریمن: ریشه‌ها تاریخ‌های انتشار اصلی: - آمریکای شمالی: ۱۵ نوامبر ۲۰۱۱ - استرالیا: 24 November 2011 - اروپا: 25 November ۲۰۱۱ | سال‌های انتشار بر پایه سیستم: ۲۰۱۱ - پلی‌استیشن ۳, وی، ایکس باکس ۳۶۰ ۲۰۱۲ - مایکروسافت ویندوز، نینتندو ۳دی‌اس، پلی‌استیشن ویتا ۲۰۱۳ - مک‌اواس                                             |
| ریمن: ریشه‌ها تاریخ‌های انتشار اصلی: - آمریکای شمالی: ۱۵ نوامبر ۲۰۱۱ - استرالیا: 24 November 2011 - اروپا: 25 November ۲۰۱۱ | |
| ریمن لجندز تاریخ‌های انتشار اصلی: - استرالزی: ۲۹ آگوست ۲۰۱۳ - اروپا: 30 August 2013 - آمریکای شمالی: 3 September ۲۰۱۳      | سال‌های انتشار بر پایه سیستم: ۲۰۱۳ - مایکروسافت ویندوز، پلی استیشن ۳, وی یو، ایکس باکس ۳۶۰, پلی‌استیشن ویتا ۲۰۱۴ - پلی‌استیشن ۴, ۲۰۱۷اکس باکس وان - نینتندو سوئیچ                       |
| ریمن لجندز تاریخ‌های انتشار اصلی: - استرالزی: ۲۹ آگوست ۲۰۱۳ - اروپا: 30 August 2013 - آمریکای شمالی: 3 September ۲۰۱۳      | |

### اسپین آف

#### رابیدهای دیوانه
| عنوان | توضیحات |
| --- | --- |
| ریمن رابیدزهای دیوانه تاریخ‌های انتشار اصلی: - آمریکای شمالی: ۱۹ نوامبر ۲۰۰۶ - استرالیا: 7 December 2006 - اروپا: 8 December ۲۰۰۶                   | سال‌های انتشار بر پایه سیستم: ۲۰۰۶ - وی، پلی‌استیشن ۲, مایکروسافت ویندوز، مک‌اواس، گیم بوی ادونس ۲۰۰۷ - ایکس باکس ۳۶۰, نینتندو دی‌اس |
| ریمن رابیدزهای دیوانه تاریخ‌های انتشار اصلی: - آمریکای شمالی: ۱۹ نوامبر ۲۰۰۶ - استرالیا: 7 December 2006 - اروپا: 8 December ۲۰۰۶                   | |
| ریمن رابیدزهای دیوانه ۲ تاریخ‌های انتشار اصلی: - آمریکای شمالی: ۱۳ نوامبر ۲۰۱۳ - استرالیا: 15 November 2007 - اروپا: 16 November ۲۰۰۷               | سال‌های انتشار بر پایه سیستم: ۲۰۰۷ - وی، نینتندو دی‌اس، مایکروسافت ویندوز                                                          |
| ریمن رابیدزهای دیوانه ۲ تاریخ‌های انتشار اصلی: - آمریکای شمالی: ۱۳ نوامبر ۲۰۱۳ - استرالیا: 15 November 2007 - اروپا: 16 November ۲۰۰۷               | |
| ریمن رابیدزهای دیوانه: تلویزیون پارتی تاریخ‌های انتشار اصلی: - اروپا: ۱۳ نوامبر ۲۰۰۸ - استرالیا: 14 November 2008 - آمریکای شمالی: 18 November ۲۰۰۸ | سال‌های انتشار بر پایه سیستم: ۲۰۰۸ - وی، نینتندو دی‌اس                                                                             |
| ریمن رابیدزهای دیوانه: تلویزیون پارتی تاریخ‌های انتشار اصلی: - اروپا: ۱۳ نوامبر ۲۰۰۸ - استرالیا: 14 November 2008 - آمریکای شمالی: 18 November ۲۰۰۸ | |

### بازی‌های دیگر
| عنوان                                                                                        | توضیحات |
| -------------------------------------------------------------------------------------------- | --- |
| ریمن جونیور: انگلیسی تاریخ‌های انتشار اصلی: - اروپا: ۱۰ نوامبر ۲۰۰۰                           | سال‌های انتشار بر پایه سیستم: ۲۰۰۰ - پلی‌استیشن                                                                                  |
| ریمن جونیور: انگلیسی تاریخ‌های انتشار اصلی: - اروپا: ۱۰ نوامبر ۲۰۰۰                           | |
| ریمن جونیور: سطح ۱ تاریخ‌های انتشار اصلی: - اروپا: ۱۵ دسامبر ۲۰۰۰                             | سال‌های انتشار بر پایه سیستم: ۲۰۰۰ - پلی‌استیشن                                                                                  |
| ریمن جونیور: سطح ۱ تاریخ‌های انتشار اصلی: - اروپا: ۱۵ دسامبر ۲۰۰۰                             | یادداشت: نسخه بریتانیایی بازی‌های فکری ریمن که به چند بازی تقسیم می‌شود.                                                         |
| ریمن جونیور: سطح ۲ تاریخ‌های انتشار اصلی: - اروپا: ۱۵ دسامبر ۲۰۰۰                             | سال‌های انتشار بر پایه سیستم: ۲۰۰۰ - پلی‌استیشن                                                                                  |
| ریمن جونیور: سطح ۲ تاریخ‌های انتشار اصلی: - اروپا: ۱۵ دسامبر ۲۰۰۰                             | یادداشت: نسخه بریتانیایی بازی‌های فکری ریمن که به چند بازی تقسیم می‌شود.                                                         |
| ریمن جونیور: سطح ۳ تاریخ‌های انتشار اصلی: - اروپا: ۱۲ ژانویه ۲۰۰۱                             | سال‌های انتشار بر پایه سیستم: ۲۰۰۱ - پلی‌استیشن                                                                                  |
| ریمن جونیور: سطح ۳ تاریخ‌های انتشار اصلی: - اروپا: ۱۲ ژانویه ۲۰۰۱                             | یادداشت: نسخه بریتانیایی بازی‌های فکری ریمن که به چند بازی تقسیم می‌شود.                                                         |
| بازی‌های فکری ریمن تاریخ‌های انتشار اصلی: - آمریکای شمالی: ۱۱ اوت ۲۰۰۱                         | سال‌های انتشار بر پایه سیستم: ۲۰۰۱ - پلی‌استیشن                                                                                  |
| بازی‌های فکری ریمن تاریخ‌های انتشار اصلی: - آمریکای شمالی: ۱۱ اوت ۲۰۰۱                         | یادداشت: در نسخه آمریکای شمالی بازی‌های ریمن جونیور ترکیب شده‌است.                                                               |
| ریمن ام تاریخ‌های انتشار اصلی: - اروپا: ۳۰ نوامبر ۲۰۰۱ - آمریکای شمالی: ۲۴ سپتامبر ۲۰۰۲       | سال‌های انتشار بر پایه سیستم: ۲۰۰۱ - پلی‌استیشن ۲، مایکروسافت ویندوز ۲۰۰۲ - گیم‌کیوب، اکس‌باکس                                     |
| ریمن ام تاریخ‌های انتشار اصلی: - اروپا: ۳۰ نوامبر ۲۰۰۱ - آمریکای شمالی: ۲۴ سپتامبر ۲۰۰۲       | یادداشت: - با عنوان «ریمن آرنا» در آمریکای شمالی                                                                               |
| ریمن راش تاریخ‌های انتشار اصلی: - اروپا: ۸ مارس ۲۰۰۲ - آمریکای شمالی: ۲۶ مارس ۲۰۰۲            | سال‌های انتشار بر پایه سیستم: ۲۰۰۲ - پلی‌استیشن                                                                                  |
| ریمن راش تاریخ‌های انتشار اصلی: - اروپا: ۸ مارس ۲۰۰۲ - آمریکای شمالی: ۲۶ مارس ۲۰۰۲            | |
| ریمن گلف تاریخ‌های انتشار اصلی: - اروپا: ۱ ژوئن ۲۰۰۳ - آمریکای شمالی: ۲ ژوئیه ۲۰۰۳            | سال‌های انتشار بر پایه سیستم: ۲۰۰۲ - بازی موبایل                                                                                |
| ریمن گلف تاریخ‌های انتشار اصلی: - اروپا: ۱ ژوئن ۲۰۰۳ - آمریکای شمالی: ۲ ژوئیه ۲۰۰۳            | |
| ریمن بولینگ تاریخ‌های انتشار اصلی: - آمریکای شمالی: ۱۶ ژوئیه ۲۰۰۳                             | سال‌های انتشار بر پایه سیستم: ۲۰۰۳ - بازی موبایل                                                                                |
| ریمن بولینگ تاریخ‌های انتشار اصلی: - آمریکای شمالی: ۱۶ ژوئیه ۲۰۰۳                             | |
| ریمن گاردن تاریخ انتشار اصلی: - آمریکای شمالی: ۲۰۰۱                                          | سال‌های انتشار بر پایه سیستم: ۲۰۰۱ - بازی موبایل                                                                                |
| ریمن گاردن تاریخ انتشار اصلی: - آمریکای شمالی: ۲۰۰۱                                          | |
| ریمن: انتقام هیلدم تاریخ‌های انتشار اصلی: - آمریکای شمالی: ۱۵ مارس ۲۰۰۵ - اروپا: ۱۸ مارس ۲۰۰۵ | سال‌های انتشار بر پایه سیستم: ۲۰۰۵ - گیم بوی ادونس                                                                              |
| ریمن: انتقام هیلدم تاریخ‌های انتشار اصلی: - آمریکای شمالی: ۱۵ مارس ۲۰۰۵ - اروپا: ۱۸ مارس ۲۰۰۵ | |
| ریمن کارت تاریخ‌های انتشار اصلی: - آمریکای شمالی: ۱۲ مارس ۲۰۰۹                                | سال‌های انتشار بر پایه سیستم: ۲۰۰۹ - بلک‌بری                                                                                     |
| ریمن کارت تاریخ‌های انتشار اصلی: - آمریکای شمالی: ۱۲ مارس ۲۰۰۹                                | |
| ریمن جانگل ران تاریخ‌های انتشار اصلی: - آمریکای شمالی: ۲۰ سپتامبر ۲۰۱۲                        | سال‌های انتشار بر پایه سیستم: ۲۰۱۲ - آی‌اواس، اندروید ۲۰۱۳ - مایکروسافت ویندوز، ویندوز موبایل                                    |
| ریمن جانگل ران تاریخ‌های انتشار اصلی: - آمریکای شمالی: ۲۰ سپتامبر ۲۰۱۲                        | |
| ریمن فیستا ران تاریخ‌های انتشار اصلی: - آمریکای شمالی: ۷ نوامبر ۲۰۱۳                          | سال‌های انتشار بر پایه سیستم: ۲۰۱۳ - آی‌اواس، اندروید ۲۰۱۴ - ویندوز موبایل، مایکروسافت ویندوز                                    |
| ریمن فیستا ران تاریخ‌های انتشار اصلی: - آمریکای شمالی: ۷ نوامبر ۲۰۱۳                          | |
| ماجراهای ریمن تاریخ‌های انتشار اصلی: - آمریکای شمالی: ۵ دسامبر ۲۰۱۵                           | سال‌های انتشار بر پایه سیستم: ۲۰۱۵ - آی‌اواس، اندروید                                                                            |
| ماجراهای ریمن تاریخ‌های انتشار اصلی: - آمریکای شمالی: ۵ دسامبر ۲۰۱۵                           | |
| ریمن مینی تاریخ انتشار اصلی: - آمریکای شمالی: ۱۹ سپتامبر ۲۰۱۹                                | سال‌های انتشار بر پایه سیستم: ۲۰۱۹ - آی‌اواس                                                                                     |
| ریمن مینی تاریخ انتشار اصلی: - آمریکای شمالی: ۱۹ سپتامبر ۲۰۱۹                                | یادداشت: - نامزد جایزه A-Train برای بهترین بازی موبایل در جوایز گیم نیویورک - نامزد «بهترین بازی موبایل» در جوایز Pégases 2020 |

## شخصیت‌ها
- ریمن (به انگلیسی:rayman) قهرمان اصلی این بازی است. دست و پای او از بدنش جدا است. به دلیل کمبود اسلحه، ریمن قادر است مشت‌های خود را با مشت‌های دور از فاصله به سمت دشمنان خود پرتاب کند و حتی در برخی از بازی‌ها قادر به تولید توپ‌های انرژی از دستان وی است. او با چرخاندن موهای خود مانند تیغه هلی کوپتر قادر به سر خوردن است. او به‌طور معمول با دستکش سفید، یک دستمال قرمز روی بدنه بنفش و یک حلقه سفید بر روی سینه (در ورودی‌های بعدی با یک کلاه جایگزین شده‌است) و مربیان زرد (که در بازی‌های بعدی کمی تغییر کرده‌است) دیده می‌شود. صداپیشگی وی توسط دیوید گاسمن، استیو پرکینسون و داگلاس رند در بازی‌های ویدیویی و بیلی وست در مجموعه انیمیشن است. او از طرف الکترونیک گیمینگ مانثلی جایزه بهترین شخصیت جدید سال ۱۹۹۵ را دریافت کرد.[۳]
- گلوباکس (به انگلیسی:Globox) دوست صمیمی و وابسته ریمن است. اگرچه به راحتی می‌ترسد، اما اغلب شجاعت خود را نشان داده‌است. او و همسرش اوگلت بیش از ۶۵۰ فرزند دارند. در ریمن ۳ صداگذاری او توسط جان لگویزامو انجام می‌شود.[۴]
- باربارا (به انگلیسی:Barbara) یک جنگجوی شاهزاده خانم موخوره و موبر و بربر است که برای اولین بار در ریمن:افسانه‌ها ظاهر شد و به عنوان اولین انسانی قابل بازی در سریال اصلی، همزمان با یک خواهر دیگر و هشت پسر عموی دیگر قابل نجات در سراسر لجندز شد. او به یک تبر نبرد فلایلی مسلح است که می‌توان سر آن را از شافت به جلو پرتاب کرد تا از دور به دشمنان ضربه بزند و از کلاه ایمنی بالدار جادویی برای شناور شدن در هوا استفاده کرده و از توانایی موی هلی کوپتر رایمن تقلید می‌کند. باربارا نیز در ماجراجویی ریمن برمی گردد، موهای بلند خود را تا سطح گردن کوتاه کرده و تبر خود را با بیل عوض کرده‌است.
- پری بتیلا (به انگلیسی:Betilla the Fairy) یک پری خیرخواه است که بعد از ناکامی در متوقف کردن یکی از دشمنان برای سرقت Great Protoon، بتیلا در ادامه کار با دادن توانایی‌های جدید و مختلف به وی، به ریمن کمک می‌کند. بتیلا در نقشی مشابه و با طراحی منحنی جدید در ریمن: ریشه‌ها دوباره ظاهر می‌شود، جایی که مشخص می‌شود وی کسی است که ریمن را خلق کرده‌است. او همچنین ۵ خواهر دارد که ممکن است در خلق ریمن نیز سهیم باشند.
- پری لای (به انگلیسی:Ly the Fairy) یک پری خیرخواه است که در طول بازی دوم به ریمن کمک می‌کند. صداگذاری وی توسط کیم میشل برودریک انجام شده‌است.
- مورفی (به انگلیسی:Murfy) به عنوان راهنمای ریمن عمل می‌کند. او ماهیتی عجولانه دارد، قادر به کنار آمدن با شکست نیست. به نظر می‌رسد او از کار خود خسته شده‌است و نمی‌تواند با جزئیات پیش پا افتاده او را آزار دهد. نژاد او شیطنت آمیز توصیف شده و به عنوان "لذت گرای پرورش یافته" توصیف شده‌است. صداگذاری وی توسط بیلی وست انجام شده‌است.
- تینسیس (به انگلیسی:The Teensies) یک نژاد جادویی از موجودات باستانی، کوچک و خردمند است که توسط پولوکوس خلق شده‌است.
- پلوکوس (به انگلیسی:Polokus)، معروف به "Bubble Dreamer" در ریمن افسانه‌ها و ریشه‌ها، موجودی الهی است و به گفته ریمن ۲، خالق دنیای ریمن است. در جریان طرح ریمن ۲، پولوکوس در خواب است و تنها با چهار ماسکی که وظیفه جمع‌آوری ریمن را دارد، می‌توان او را بیدار کرد.
- جادوگر یا شعبده باز (به انگلیسی:The Magician) موجودی جادویی است که به ریمن در سفر خود در ریمن اصلی و ریمن ریشه‌ها کمک می‌کند. در پایان ریمن ریشه‌ها، جادوگر که اکنون یک تنسیس است، مشخص می‌شود که شخصیت شرور بازی است که از بازی اول الهام گرفته از آقای «تاریک» است و جایگزین او شده‌است. در ریمن افسانه‌ها، او دوباره ظاهر می‌شود و خودش را شبیه‌سازی می‌کند تا پنج تنینسیس جداگانه را برای نبرد ریمن و دوستانش ایجاد کند.

## سایر رسانه‌ها
در سال ۱۹۹۹، ریمن:مجموعه انیمیشن برای دستیابی به موفقیت بازی‌های ویدیویی در آن زمان تولید شد. فقط چهار قسمت ساخته شد.
در سال ۲۰۱۹، یک مجموعه تلویزیونی انیمیشن دیگر در حال کار در Ubisoft Motion Pictures اعلام شد.